# 漫畫肉

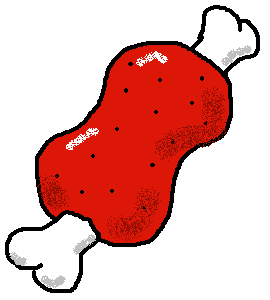
典型的漫畫肉

漫畫肉（日文：マンガ肉、マンガにく），在日本ACG文化中指一種繪畫圖案，是一根半露出的白色長骨，末端有骨骺，骨頭中間被紅肉包覆，此圖案通常用來表示可以食用的肉。

## 概要
漫畫肉的最早起源目前尚無確實的定論，但在1960-1966年撥出的美國動畫《摩登原始人》已有大量各種漫畫肉出現，帶骨漫畫肉也是其中之一。1965年的日本漫畫(動畫1974年)《山林小獵人》中也有屬於自己的日本風格表現形式（當時的漫畫肉與現在的不同，肉的表皮上仍有毛）。同樣90年代的許多美國卡通（例如《湯姆貓與傑利鼠》中出現的烤雞）也能看到各種相似畫法的帶骨肉。
典型的漫畫肉為一大塊塊狀的肉，中間帶骨，肉的比例約佔骨頭的三分之二，如果是烹煮中的肉、則是直接架在火堆上燒烤。

## 現實中的漫畫肉
在現實世界上，不管哪種動物都沒有漫畫肉這種：「粗的單根骨頭，周圍接著圓筒狀均勻分布的肉」的部位。要重現漫畫肉，勢必要進行將骨邊肉削成漫畫肉形狀之類的加工。

## 出典
1. ↑  空想キッチン！ PP.66-68